# Gerhard von Silteo
Gerhard von Silteo, auch Gerhard von Sileto, Gerhard von Feltre, war ein Dominikaner und Astronom des 13. Jahrhunderts.

## Leben
Manchmal wurde er von Chronisten als Gerhard von Silteo, ein andermal als von Silteo zitiert, beide Orte sind unbekannt. Vielleicht war es ein Dorf bei Feltre, da eine Ausgabe seines Hauptwerks einen Brief eines Gerhard von Feltre enthält an den Dominikanergeneral (von 1264 bis 1283) Johannes von Vercelli. Einige Autoren ordnen ihn der deutschen Ordensprovinz zu, andere Italien.
Er ist der Verfasser der Summa de astris, die in drei Teile eingeteilt ist. Der erste Teil behandelt elementare Astronomie auf dem Niveau des Tractatus de Sphaera von Johannes de Sacrobosco, der zweite Astrologie und der dritte ist der Zurückweisung von Auswüchsen der Astrologie gewidmet. Als Quelle wird der arabische Astrologe Abu Mashar zitiert (und weiter werden Ptolemäus, Sahl ibn Bischr (Zahel), Omar, al-Farghani, Maschallah oder Meshalla und Alcabitius zitiert) und eine weitere Quelle ist Albertus Magnus, dessen Meteora er zitiert. Er gibt die Beobachtung des Kometen von 1264 wieder, die aber nach Lynn Thorndike nicht so gut ist wie die des Dominikaners Giles von Lessines. Es wurde nie gedruckt. Fünf Handschriften sind bekannt, in der Wellcome Library (MS308, Norditalien, Ende 15. Jahrhundert), Biblioteca Comunale dell’Archiginnasio in Bologna (MS. A. 539, 1r-95r, zweite Hälfte 13. Jahrhundert), Biblioteca Ambrosiana, Mailand (MS. C 245 Inf., Ende 13. Jahrhundert), Biblioteka Jagielloska in Krakau (MS. 610, 15. Jahrhundert), Biblioteca Apostolica Vaticana (MS. Pal. Lat. 1388, ff. 37r-110r, 15. Jahrhundert). Er wurde in der Renaissance von Pico della Mirandola und Marsilio Ficino studiert. Es ist nach Maria Sorokina die erste systematische Kritik der Astrologie im Abendland seit den Kirchenvätern. Im letzten Teil spricht er sich nach seiner Kritik aber für eine natürliche Astrologie aus (De astrologia naturali).
Eine weitere Abhandlung von ihm von 1271 über den Kometen von 1264 ist in der Staatsbibliothek Bamberg. Es ist auch Johannes von Vercelli gewidmet.
Paola Zambelli sieht die Summa de astris in Verbindung mit dem in mancher Hinsicht ähnlichen Speculum astronomiae, das möglicherweise von Albertus Magnus stammt (eine These der auch Paola Zambelli zuneigt), und sogar das Speculum astronomiae als Antwort von Albertus Magnus auf die Summa de astris. Weiterhin ist dies Teil einer damals unter Dominikanern geführten Diskussion über Astrologie, was auch durch den Kometen von 1267 verstärkt wurde, der Johannes von Vercelli veranlasste die Meinung von Gelehrten seines Ordens einzuholen. 1271 konsultierte er Albertus Magnus, Thomas von Aquin und Robert Kilwardby, indem er ihnen Fragebögen sandte. Nach Paola Zambelli war der Autor der Summa de astris zwar sehr gut über Astronomie und Astrologie informiert mit Zugang zu entsprechenden Bibliotheken, argumentierte aber vielfach in der Ablehnung der Astrologie auf theologischer Basis (an einer Stelle nennt er sie Feinde Gottes, die zum Schweigen gebracht werden sollten). Nach Paola Zambelli zeigen sowohl Giles von Lessines als auch Gerhard von Feltre eine Vertrautheit mit der Schrift Meteora von Albertus von Magnus, die darauf hindeutet, dass sie dessen direkte Hörer und Schüler waren.
Möglicherweise ist er am 11. März 1218 geboren, wie ein Horoskop in einer Handschrift (Mailand, Ambrosiana) seiner Summa de astris angibt, das sich möglicherweise auf ihn bezieht. Womöglich ist er 1291 gestorben.